# Монументальный комплекс «Крепостные ворота Гянджи»
Монументальный комплекс «Крепостные ворота Гянджи» — археологический и этнографический музейный комплекс, расположенный в городе Гянджа, в Азербайджане.

## История
Строительство памятника-музея археологии и этнографии «Крепостные ворота Гянджи» началось в январе 2012 года. Комплекс начал функционировать в 2014 году.

## Описание
Исторические Гянджинские ворота имели пять ворот. Созданный комплекс памятников представляет собой отреставрированную версию ворот города под названием «Ворота Магбара». Основная часть крепости, построенная по обе стороны шоссе Гянджа-Баку, общей длиной 50 м. и высотой башни 22 м. 5-ти этажная, а основная колонная часть - 7-ми этажная.
Перед монументальным комплексом установлен государственный флаг Азербайджана, высотой 75 м, а вокруг разбит парк. На первом замке изображен герб Гянджи и львы, символы мужества и отваги, а на созвездии второго замка - надпись названия Гянджи. С башен открывается потрясающий вид на город. Подземный туннель длиной 62 м соединяет оба ворота.
В комплексе создан музей, в которой находятся галерея фотографий предшественников и преемников Низами Гянджеви, Музей военной истории Гянджи, быта и культуры гянджинцев и тд.
С правой стороны, на панно, изображающих в хронологическом порядке Ирано-Туранскую войну, показаны разгром персидского правителя Кейхосрова турецким полководцем Афрасиабом и нападение римлян на Гянджу, сцены борьбы народа против хорезмийцев и Джавад-хана против русских. На левой стороне крепости отражены прибытие Кавказской исламской армии в Гянджу под руководством Нуру-паши, историческое Гянджинское восстание против большевизма в мае 1920 года и, наконец, предотвращение Гейдаром Алиевым гражданской войны в Гяндже. В одном из папирусов в правой части крепости содержится информация о том, что Гянджа была первой столицей Азербайджанской Демократической Республики, а в другом отражены сведения о начале Национально-освободительного движения из Гянджи. В одном из папирусов в правой части крепости содержится информация о том, что Гянджа была первой столицей Азербайджанской Демократической Республики, а в другом отражены сведения о начале Национально-освободительного движения в Гяндже. Установлены железные ворота, которые придают комплексу особое величие.

## Музей
- На втором этаже мемориального комплекса расположен Военно-историческом музей. Здесь экспонируются боевое оружие, одежда, использовавшаяся в бою, надгробия, флаг Гянджинского ханства.
- В Археологическом музее, расположенном на втором этаже замка выставлены более 120 ценных археологических экспонатов. Примерами экспонатов являются керамика, ядра, различные бытовые и декоративные предметы из камня, черная полированная посуда, подсвечники, лампы, контейнеры для духов и другие предметы домашнего обихода. Печати и изразцы, принадлежащие культуре Бейлагана и Саритепе, а также изразцовые трубки XVIII века, еще больше увеличивают богатство экспозиции. На стенах рисунок флага Сефевидов, значение названия Азербайджана, символ Страны Огней, ренессансной культуры и аннотации к памятнику «Китаби Дада Горгуд» в Брюсселе.
- На третьем этаже находится Этнографический музей. Здесь выставлены экспонаты, связанные с различными ремеслами, развитыми в Гяндже, в том числе медным и гончарным делом.
- В экспозиции Гянджа-Казахского ковроткачества, расположенной на третьем этаже II замка, представлены не только ковры, но и прялки, текстильные изделия, хейбесы, хурджины и др.
- На четвертом этаже открыта выставка «Национальные костюмы Азербайджана». Здесь представлены одежда и украшения, принадлежащие разным регионам Азербайджана.[5]